# Onze oude Dundas
Onze oude Dundas is een hoorspel van Alan Jenkins. Our Mr Dundas werd op 13 december 1950 door de BBC uitgezonden. Het werd vertaald door J.A. Sandford en de VARA zond het uit op woensdag 4 april 1951, van 21:20 uur tot 22:10 uur (met een herhaling op maandag 28 mei 1951 en woensdag 29 juli 1953). De regisseur was S. de Vries jr..

## Rolbezetting
- Mien van Kerckhoven-Kling (Muriel Dundas)
- Piet te Nuyl sr. (Ralph Dundas)
- Fé Sciarone (Eileen Dundas, verkoopster)
- Nico de Jong (Siskin)
- Miep van den Berg (juffrouw Craske, vrouwenstem door luidspreker)
- Nel Snel (juffrouw Winkler)
- Frits Bouwmeester jr. (Watts-Griffith)
- Sacco van der Made (Pardoe)
- Johan Wolder (spookstem Birnie)
- Jo Vischer jr. (Sefton, liftjongen)
- Joop Doderer (Johnson, een liftjongen)
- Frans Kokshoorn (Briscoe, beambte)

## Inhoud
Zoals elke morgen vertrekt Ralph Dundas naar zijn kantoor in een warenhuis. Daar werkt hij al sinds 1930 en over vier jaar gaat hij met pensioen. Vandaag houdt de algemene directeur met enkele ondergeschikten een verrassingsinspectie. Als alle afdelingen bezocht zijn, komt hij in een gang met op het einde het kamertje waarin Dundas de dag doorbrengt. Op de vraag welk werk hij daar verricht, kan men eigenlijk alleen antwoorden dat hij zeer stipt aankomt en vertrekt, dat hij nooit ziek is, altijd vriendelijk en voorkomend is…